# Łyżwiarstwo szybkie na Zimowych Igrzyskach Olimpijskich 2006 – bieg drużynowy mężczyzn
Bieg drużynowy mężczyzn w łyżwiarstwie szybkim na Zimowych Igrzyskach Olimpijskich 2006 rozegrano w dniach 15–16 lutego w Oval Lingotto. Mistrzostwo olimpijskie wywalczyła drużyna włoska, zdobywając pierwszy w historii złoty medal w łyżwiarstwie szybkim dla Włoch na igrzyskach olimpijskich.

## Wyniki

### Ćwierćfinały
| Pozycja       | Kraj     | Zawodnicy                                           | Czas    | Strata | Uwagi      |
| ------------- | -------- | --------------------------------------------------- | ------- | ------ | ---------- |
| Ćwierćfinał 1 |          |                                                     |         |        |            |
| 1             | Kanada   | Denny Morrison Jason Parker Justin Warsylewicz      | 3:52,01 |        | Półfinał 1 |
| 2             | Japonia  | Kesato Miyazaki Teruhiro Sugimori Takahiro Ushiyama | 3:53,88 | +1,87  | Finał D    |
| Ćwierćfinał 2 |          |                                                     |         |        |            |
| 1             | Włochy   | Matteo Anesi Enrico Fabris Ippolito Sanfratello     | 3:43,64 |        | Półfinał 1 |
| 2             | USA      | KC Boutiette Chad Hedrick Charles Leveille          | 3:44,11 | +0,47  | Finał D    |
| Ćwierćfinał 3 |          |                                                     |         |        |            |
| 1             | Holandia | Sven Kramer Carl Verheijen Erben Wennemars          | 3:44,65 |        | Półfinał 2 |
| 2             | Rosja    | Jewgienij Łalenkow Dmitrij Szepeł Iwan Skobriew     | 3:47,49 | +2,84  | Finał C    |
| Ćwierćfinał 4 |          |                                                     |         |        |            |
| 1             | Norwegia | Håvard Bøkko Eskil Ervik Mikael Flygind Larsen      | 3:47,81 |        | Półfinał 2 |
| 2             | Niemcy   | Jörg Dallmann Stefan Heythausen Tobias Schneider    | 3:49,68 | +1,87  | Finał C    |

### Półfinały
| Pozycja    | Kraj     | Zawodnicy                                       | Czas      | Strata  | Uwagi   |
| ---------- | -------- | ----------------------------------------------- | --------- | ------- | ------- |
| Półfinał 1 |          |                                                 |           |         |         |
| 1.         | Kanada   | Arne Dankers Denny Morrison Justin Warsylewicz  | 3:44,91   |         | Finał A |
| 2.         | Norwegia | Håvard Bøkko Eskil Ervik Øystein Grødum         | 3:47,81   | +2,90   | Finał B |
| Półfinał 2 |          |                                                 |           |         |         |
| 1.         | Włochy   | Matteo Anesi Enrico Fabris Ippolito Sanfratello | –         |         | Finał A |
| 2.         | Holandia | Sven Kramer Carl Verheijen Erben Wennemars      | Dogonieni | +1 okr. | Finał B |

### Finały
| Pozycja | Kraj     | Zawodnicy                                           | Czas    | Strata | Uwagi |
| ------- | -------- | --------------------------------------------------- | ------- | ------ | ----- |
| Finał A |          |                                                     |         |        |       |
|         | Włochy   | Matteo Anesi Enrico Fabris Ippolito Sanfratello     | 3:44,46 |        |       |
|         | Kanada   | Arne Dankers Steven Elm Justin Warsylewicz          | 3:47,28 | +2,82  |       |
| Finał B |          |                                                     |         |        |       |
|         | Holandia | Sven Kramer Mark Tuitert Carl Verheijen             | 3:44,53 |        |       |
| 4.      | Norwegia | Håvard Bøkko Eskil Ervik Mikael Flygind Larsen      | 3:45,96 | +1,43  |       |
| Finał C |          |                                                     |         |        |       |
| 5.      | Rosja    | Aleksandr Kibałko Dmitrij Szepeł Iwan Skobriew      | 3:46,91 |        |       |
| 6.      | USA      | KC Boutiette Charles Leveille Clay Mull             | 3:49,73 | +2,82  |       |
| Finał D |          |                                                     |         |        |       |
| 7.      | Niemcy   | Stefan Heythausen Robert Lehmann Tobias Schneider   | 3:48,28 |        |       |
| 8.      | Japonia  | Kesato Miyazaki Teruhiro Sugimori Takahiro Ushiyama | 3:50,37 | +2,09  |       |